# Ifor James
Richard Ifor James (* 30. August 1931 in Carlisle, England; † 23. Dezember 2004 in Titisee-Neustadt) war ein britischer Hornist.

## Leben
James Mutter war eine berühmte Pianistin, der Vater führender Kornett-Spieler. Schon als Vierjähriger spielte er Kornett in einer Brass Band und im Alter von sieben jeden Abend Trompete im Theater. Fünf Jahre lang war James professioneller Fußballer.
1949 begann er ein Hornstudium bei Aubrey Brain. Schon bald war er erfolgreich im Hallé-Orchester in Manchester und im Royal Liverpool Philharmonic Orchestra.
Später spielte James in London als erster Hornist mit allen großen Orchestern und zahlreichen bekannten Kammermusikensembles u. a. Solohornist des English Chamber Orchestra und Hornist im weltbekannten Philip Jones Brass Ensemble. Ab 1961 bildeten Philip Jones und Elgar Howarth (Trompeten), Ifor James (Horn), John Iveson (Posaune) und John Fletcher (Tuba) ein Brass Quintett. Später kamen weitere Musiker hinzu.
Ifor James war zunächst Professor für Horn an der Royal Academy of Music sowie am Royal Northern College in Manchester, dann an der Musikhochschule in Freiburg im Breisgau. Dort avancierte er zu einem der erfolgreichsten Lehrer und Hornsolisten der Welt. Er starb im Dezember 2004 im Alter von 73 Jahren in seinem Zuhause in Titisee-Neustadt, nachdem er bereits mehrere Jahre lang gegen eine Krebserkrankung gekämpft hatte.

## Werke
James war Komponist (81 Werke) und Verfasser von Fachbüchern (fünf Publikationen).

## Schüler
Zahlreiche Hornisten waren Schüler von James, darunter Norbert Stertz (Hochschulprofessor), Frank Lloyd (Solist und Hochschulprofessor), Matthias Berg (Solist), Tobias Schnirring (Gewandhausorchester Leipzig), Robert Teutsch (Tonhalleorchester Zürich), Lars Magnus (Sinfonieorchester Basel), Arek Saternus (Philharmonisches Orchester Freiburg), Werner Kolbinger (Philharmonisches Orchester Freiburg).